# Pangkalan Jambi
Pangkalan Jambi is een bestuurslaag in het regentschap Bengkalis van de provincie Riau, Indonesië. Pangkalan Jambi telt 930 inwoners (volkstelling 2010).